# Juana Rosa Pita
Juana Rosa Pita (* 8. Dezember 1939 in Havanna) ist eine kubanische Lyrikerin, Essayistin und Übersetzerin.

## Leben und Wirken
Pita verließ Kuba 1961 und lebte dann in Virginia, Madrid, New Orleans, Miami und seit 2005 in Boston. Sie veröffentlichte mehr als 30 Gedichtbände. Ihre Gedichte wurden in fünf Sprachen übersetzt (u. a. von Pietro Civitareale und Alessio Brandolini ins Italienische und von Franz Niedermayer ins Deutsche) und erschienen auch in Anthologien wie New Directions in Prose and Poetry 49 (New York, 1985, übersetzt von Donald D. Walsh), Poesía cubana del siglo XX (2002) und Otra Cuba secreta (Madrid, 2011). Sie wurde u. a. ausgezeichnet mit dem Premio de Poesía para Hispanoamérica des Instituto de Cultura Hispánica di Malaga (1975), dem Premio Internazionale Ultimo Novecento (1985), dem Premio Alghero "La cultura per la pace" und dem Lyrikpreis Letras de Oro des Iberian Studies Institute (1993).

## Werke
- El arca de los sueños (1978)
- Viajes de Penélope (1980)
- Plaza sitiada (1987)
- Sorbos de luz/Sips of Light (1990)
- Una estación en tren (1994)
- Tela de concierto (1999)
- Pensamiento del tiempo (2005)
- Meditati (2010)
- El ángel sonriente/L’angelo sorridente (2013)
- Leggendario ‘entanglement’ (2015)
- Se desata el milagro/Si scatena ilmiracolo (2016)
- Imaginando la verdad (2019)